# Актау (Железинский район)
Актау (каз. Ақтау, до 2018 г. — Берёзовка) — село в Железинском районе Павлодарской области Казахстана. Административный центр Актауского сельского округа. Код КАТО — 554233100.

## Население
В 1999 году население села составляло 817 человек (394 мужчины и 423 женщины). По данным переписи 2009 года, в селе проживало 415 человек (188 мужчин и 227 женщин).